# Childrenite
La childrenite è un minerale.